# 列肆增二
蛇夫座16，又名BD+01 3298，HD 151133、SAO 121834、HR 6224，是蛇夫座的一颗恒星，视星等为6.03，位于銀經18.32，銀緯28.22，其B1900.0坐标为赤經16h 40m 24.7s，赤緯+1° 28.22′ 13″。